# АРРС-антена

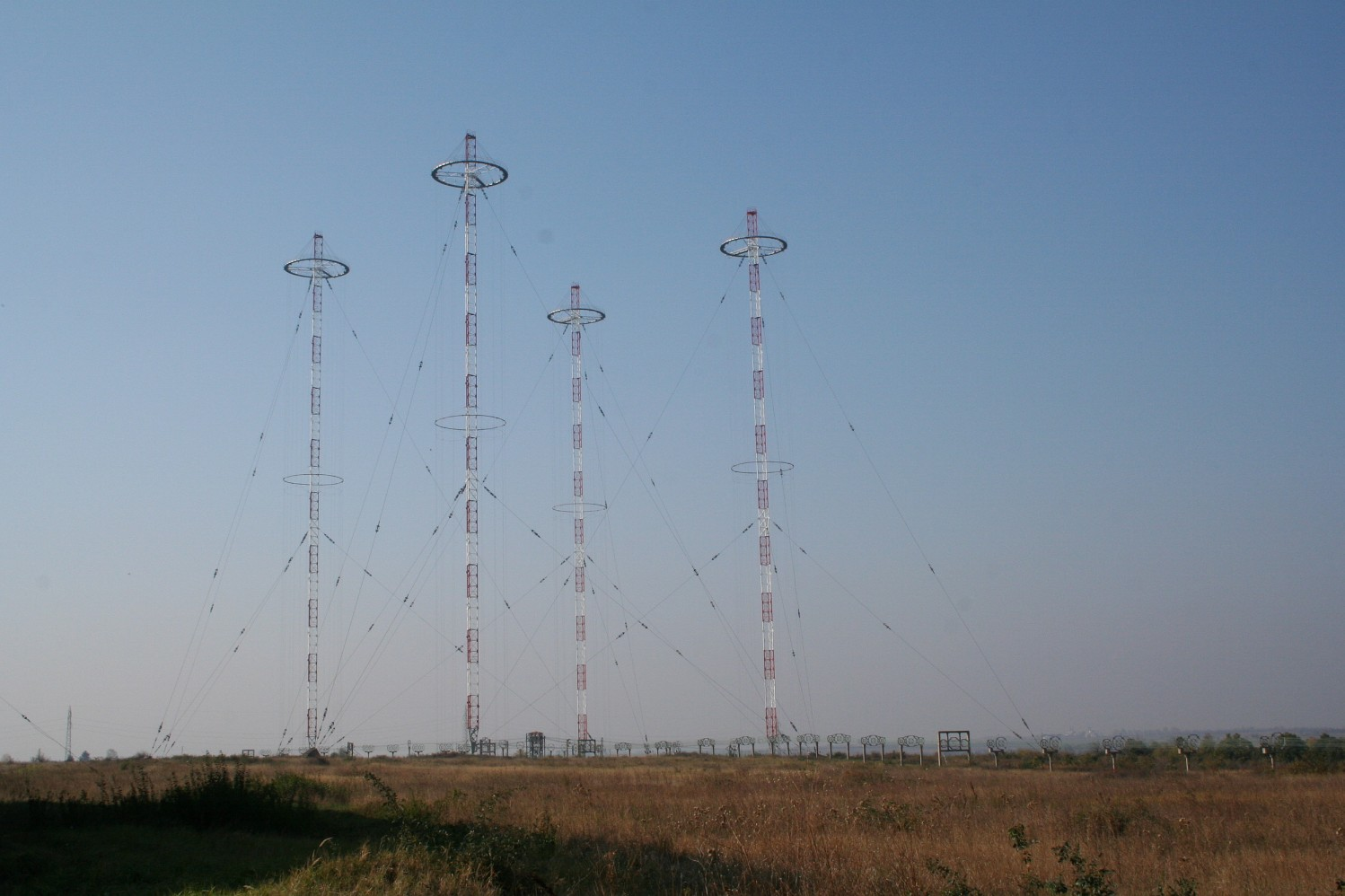

АРРС (антена з регульованим розподіленням струму) — позначення загального типу антен-щогл.
Радіовежі цього типу використовуються в країнах СНД, Болгарії, Албанії та Україні
Вежа складається з антени-клітки, яка підіймається навколо нижчих частин щоглового радіатора, ізольованого проти землі й ізольованого від щогли. Щогла і антена клітки живляться струмом окремо.